# Severn Darden
Pour les articles homonymes, voir Darden.
Severn Darden est un acteur, compositeur, scénariste et producteur américain né le 9 novembre 1929 à La Nouvelle-Orléans, Louisiane (États-Unis) et mort le 27 mai 1995 à Santa Fe (Nouveau-Mexique).

## Filmographie

### Comme acteur

#### Cinéma
- 1965 : The Double-Barrelled Detective Story : H.S. Stevens
- 1965 : Goldstein : Doctor
- 1966 : Un truand (Dead Heat on a Merry-Go-Round) : Miles Fisher
- 1967 : Fearless Frank de Philip Kaufman : Doctor / Claude
- 1967 : Luv : Vandergist
- 1967 : La Folle mission du docteur Schaeffer (The President's Analyst) de Theodore J. Flicker (en) : V.I. Kydor Kropotkin
- 1968 : The Virgin President de Graeme Ferguson : U.S. President / Fillmard Millmore
- 1968 : Syndicat du meurtre (P.J.) de John Guillermin : Shelton Quell
- 1969 : Model Shop de Jacques Demy : Portly Man
- 1969 : The Mad Room de Bernard Girard : Nate
- 1969 : To See or Not to See : Narrator
- 1969 : Justine de George Cukor : Bathazar
- 1969 : On achève bien les chevaux (They Shoot Horses, Don't They?) de Sydney Pollack : Cecil
- 1970 : Bongo Wolf's Revenge de Tom Baker
- 1970 : Pussycat, Pussycat, I Love You (en) de Rodney Amateau : Dr Fahrquardt
- 1971 : Point limite zéro (Vanishing Point) de Richard C. Sarafian : J. (Jessie) Hovah
- 1971 : L'Homme sans frontière (The Hired Hand) de Peter Fonda : McVey
- 1971 : The Last Movie de Dennis Hopper : Mayor
- 1971 : Werewolves on Wheels (en) de Michel Levesque : One
- 1972 : Cisco Pike de Bill L. Norton : Avocat
- 1972 : The War Between Men and Women (en) de Melville Shavelson : Dr Harris
- 1972 : Every Little Crook and Nanny (en) de Cy Howard : Dominic
- 1972 : La Conquête de la planète des singes (Conquest of the Planet of the Apes) de J. Lee Thompson : Kolp (State Security Chief Inspector)
- 1972 : Play It as It Lays de Frank Perry : Hypnotist
- 1972 : Dirty Little Billy de Stan Dragoti : Big Jim McDaniel
- 1973 : La Bataille de la planète des singes (Battle for the Planet of the Apes) de J. Lee Thompson : Gov. Kolp
- 1973 : Le Jour du dauphin (The Day of the Dolphin) de Mike Nichols : Schwinn
- 1974 : The Legend of Hillbilly John : Mr. Marduke
- 1975 : I Wonder Who's Killing Her Now? (en) de Steven Hilliard Stern
- 1976 : La Prison du viol (Jackson County Jail) de Michael Miller : Sheriff Dempsey
- 1976 : Ambulances tous risques (Mother, Jugs & Speed) de Peter Yates : Moran (Whiplash)
- 1979 : Wanda Nevada de Peter Fonda : Bitterstix
- 1980 : A Small Circle of Friends : Art Professor
- 1980 : Why Would I Lie? : Dr Barbour
- 1980 : La Bible ne fait pas le moine (In God We Tru$t) de Marty Feldman : Priest
- 1980 : Jeux d'espions (Hopscotch) de Ronald Neame : Maddox
- 1981 : Saturday the 14th de Howard R. Cohen : Van Helsing
- 1983 : A Minor Miracle
- 1985 : Profession : Génie (Real Genius) : Dr Meredith
- 1986 : À fond la fac (Back to School) : Dr Borozini
- 1988 : Le Téléphone (The Telephone) : Max
- 1989 : Aram : Rabbi Durshowitz

#### Télévision
- 1970 : The Movie Murderer (TV) : Jimmy Apache
- 1971 : Story Theatre (série télévisée)
- 1971 : Big Fish, Little Fish (TV)
- 1972 : Playmates (TV) : Roger, Man in Gallery
- 1973 : The Man Who Died Twice (TV) : Harry
- 1974 : Panique dans le téléphérique (Skyway to Death) (TV) : Steve Kramer
- 1975 : Wonder Woman (The New Original Wonder Woman) (TV) : Bad Guy
- 1976 : Captains and the Kings (feuilleton TV) : Plover
- 1976 : The Disappearance of Aimee (TV) : S.I. Gilbert
- 1976 : Victoire à Entebbé (Victory at Entebbe) (TV) : Moshe Meyer
- 1976 : Mary Hartman, Mary Hartman (série télévisée) : Popesco (unknown episodes, 1977-1978)
- 1976 : L'Homme qui valait trois milliards (série télévisée) : Apploy (saison 3 épisodes 16 et 17)
- 1977 : Forever Fernwood (série télévisée) : Dr Popesco
- 1977 : Never Con a Killer (TV) : Cap
- 1978 : Outside Chance (TV) : Sheriff Dempsey
- 1978 :Starsky and Hutch (TV) :Mr Wheeler
- 1979 : Once Upon a Midnight Scary (TV) : Jonathan Barnavelt
- 1979 : Rendezvous Hotel (TV) : Albert Church
- 1979 : Love for Rent (TV) : Fred Hallem
- 1979 : Orphan Train (TV) : Barrington
- 1980 : Cri d'amour (A Cry for Love) (TV) : Paul
- 1981 : Evita Peron (TV) : Alfredo Suero
- 1981 : Homeroom de Michael Zinberg (court métrage) : Mr. Mellish
- 1982 : Rooster (TV) : Conway
- 1983 : Quarterback Princess (en) de Noel Black (TV) : Mr. Hobart
- 1984 : The Cowboy and the Ballerina (TV) : Mike
- 1987 : Take Five (série télévisée) : Dr Noah Wolf (unknown episodes)

### Comme compositeur
- 1971 : The Last Movie

### Comme scénariste et producteur
- 1968 : The Virgin President